# ISC rådgivende ingeniører
ISC Rådgivende Ingeniører A/S er en dansk ingeniørrådgivningsvirksomhed, der i 1967 blev grundlagt af civilingeniør Kjeld Thomsen, som på det tidspunkt var lektor i brobygning og stålkonstruktioner ved Danmarks Tekniske Universitet.
Firmaet har hovedkontor i København og afdelingskontorer i Esbjerg, Kalundborg, Kolding, Viborg og Ålborg.
ISC udfører rådgivning inden for byggeri og anlæg i både Danmark og udlandet. Firmaets hovedfokus er på energiesektoren (kræftværker, olie-, gas- og vindindustrien) og på bro-, hus- og havnebygning.
ISC er kvalificeret som leverandør i el- og gas-leverandørsystemet Sellihca og er ISO 9001 certificeret.

## Større projekter
- Greifswald kræftværk: Detailprojektering af kræftværket.
- Halfdan: Detailprojektering af topside og jacket.[3]
- Københavns Lufthavn, Security bygningen: Detailprojektering af bygningen.
- Nini East Wellhead Platform: Detailprojektering af topside og jacket.[4]
- Odins Bro: Totalrådgivning på svingbroen og tilkørselsbroerne.[5]
- Skovdiget: Detailprojektering af stålbro og stålsøjler.[6]
- Sundsvallsbroen: Detailprojektering af stålbroen.[7]
- Teglværksbroen: Totalrådgivning og detailprojektering af broen.[8]
- TP30: (igangværrende) 900 m lang togbro, ved Vallensbæk Sø, der spænder over Motorring 4.[9]
- Tyra Southeast platform B: Detailprojektering af topside og jacket.[10]
- Valdemar A-B platform: Detailprojektering af topside og jacket.[11]
- Øresundsforbindelsen: Detailprojektering af selve brodelen.[12]

## Havvindmølleparker
ISC har i de seneste år være involveret i mange havvindmølleparker i især Nordeuropa.
- Baltic
- Borkum Riffgrund
- Burbo Bank
- Gode Wind
- Gunfleet Sands
- Horns Rev 2
- Lillgrund
- Nordsee 1
- Northwind[13]
- Q7 - Princess Amalia
- Race Bank
- Rødsand Havmøllepark
- Walney
- West of Duddon Sands

## Eksterne links
- ISCs danske hjemmeside